# Taricha torosa
Il tritone della California (Taricha torosa Rathke, 1833) è un anfibio caudato appartenente alla famiglia Salamandridae.